# Kolbak

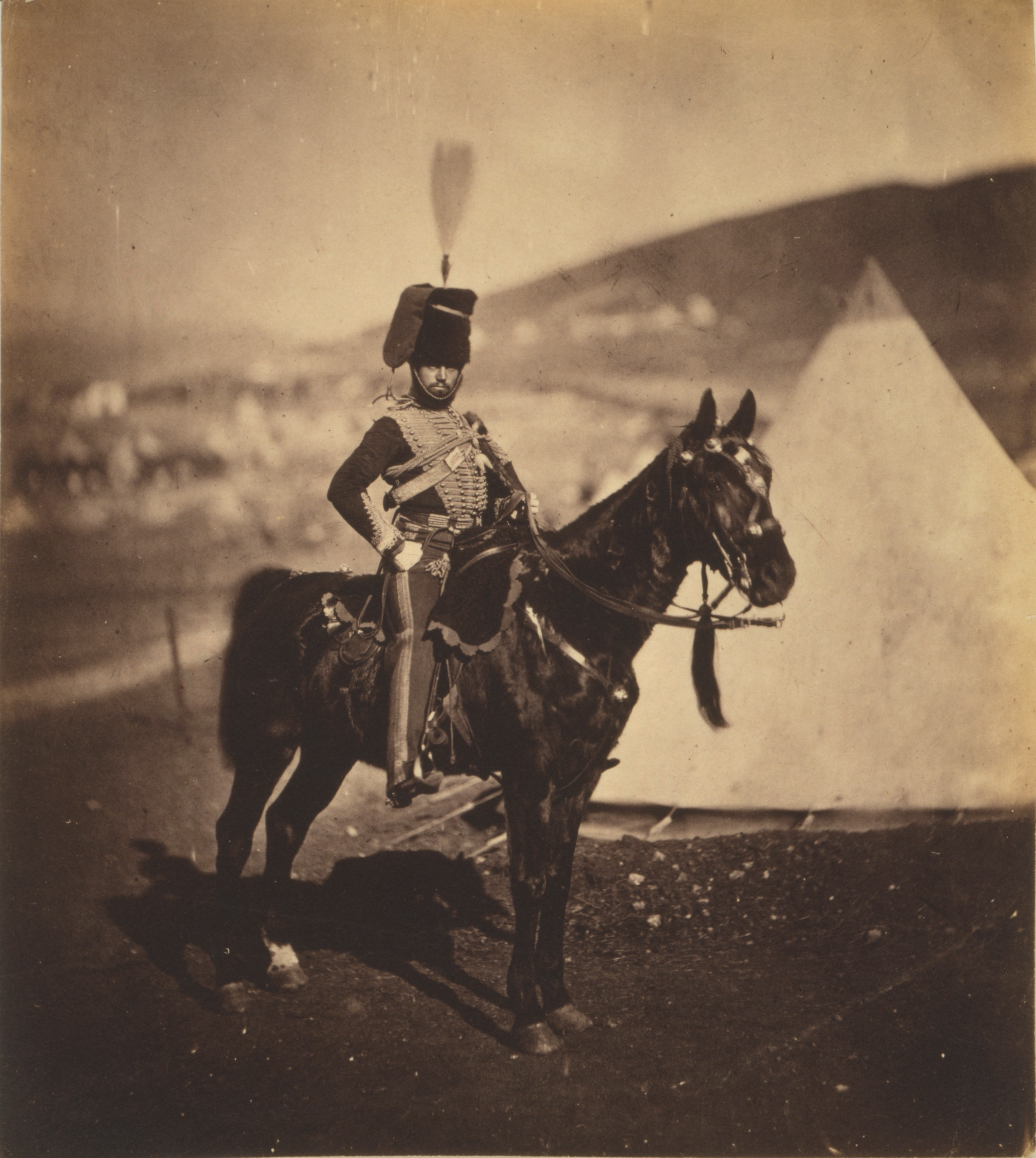
Britse huzaar uit de Krimoorlog met kolbak.

De kolbak, in de volksmond ook wel berenmuts genoemd, is een militair hoofddeksel van zwart bont, dat traditioneel door huzaren en personeel van andere bereden eenheden wordt gedragen.
De naam komt uit Oost-Europa, waar dergelijke mutsen veel gedragen werden. Hij is afgeleid van het prototurkse kalbuk, wat 'hoog hoofddeksel' betekent. Het Turkse kalpak betekent '(bont)muts'.
Als militair hoofddeksel werd het als prémes csákó ("bontsjako") or kucsma ("bontmuts") als eerste gedragen door Hongaarse huzaren. Dit was een cilindrische bontmuts, met een gekleurde stoffen zogenaamde 'kolbakzak' die afhing vanaf de bovenzijde. Oorspronkelijk was dit de punt van de slaapmuts. Aan het eind van de zak zat een koord dat aan de rechterschouder van de tuniek bevestigd was (het ‘vangkoord’), zodat het hoofddeksel niet kwijtraakte als het afviel. Toen ook andere landen huzareneenheden vormden, werd het Hongaarse tenue vaak overgenomen.
Tegenwoordig worden de mutsen in veel landen nog bij ceremoniële tenues gedragen.
In verschillende talen heet het hoofddeksel:
- kalpak (Turks), қалпақ (Kazachs), калпак (Kirgizisch), калпак (Bulgaars) (alle uitgesproken als kalpak)
- kołpak (Pools), Колпак (Russisch) (beide uitgesproken als kolpak)
- ковпак (Oekraïens) (kovpak)
- καλπάκι (Grieks) (kalpaki)
- kucsma (Hongaars) (uitgesproken als koetsjma[1])

In het Frans wordt de muts „colback “ genoemd, in het Engels „busby “.
In het Duits wordt de muts „Pelzmütze “ genoemd, en wordt de naam „Kolpak “ gebruikt voor de kolbakzak aan de muts.
Bij de Nederlandse krijgsmacht droegen oorspronkelijk huzaren en Rijdende Artillerie dit hoofddeksel.
Ook opperofficieren van het KNIL droegen dit hoofddeksel tijdens parades en andere officiële gelegenheden.
Tegenwoordig is de kolbak met rode kolbakzak nog onderdeel van het ceremonieel tenue van de regimenten huzaren van de Koninklijke Landmacht en het ceremonieel tenue van de Rijdende Artillerien (beter bekend als de Gele Rijders).
Ook bij het ceremoniële tenue van de Marechaussee wordt een kolbak gedragen. Deze is voorzien van een oranje kokarde en een ketting. De kolbak van officieren zijn daarnaast voorzien van een witte pluim en blauwe kolbakzak. Het ceremoniële tenue van de Marechaussee met kolbak wordt ook gedragen door erewachten.
De kolbak is verder onderdeel van uniformen van vele muziekkorpsen en majorettekorpsen.
De kolbak, zeker de grotere modellen, lijkt op de bontmutsen (‘berenmuts’) die door infanterie-eenheden zoals grenadiers gedragen werden, maar in tegenstelling tot de kolbak zijn deze in het algemeen niet voorzien van een zakken of vangkoorden.

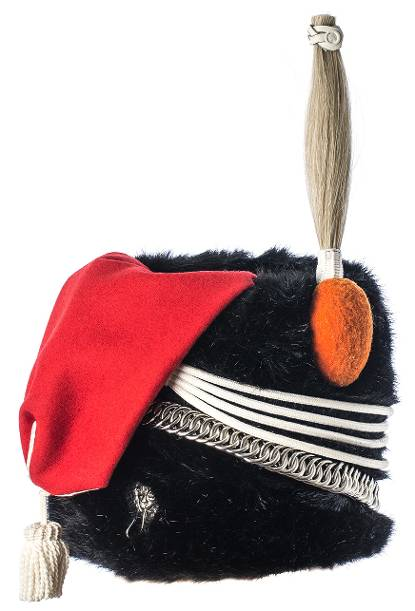
Kolbak ceremonieel tenue Nederlandse cavalarie
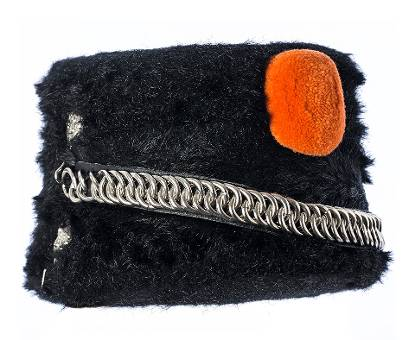
Kolbak ceremonieel tenue Nederlandse Koninklijke Marechaussee
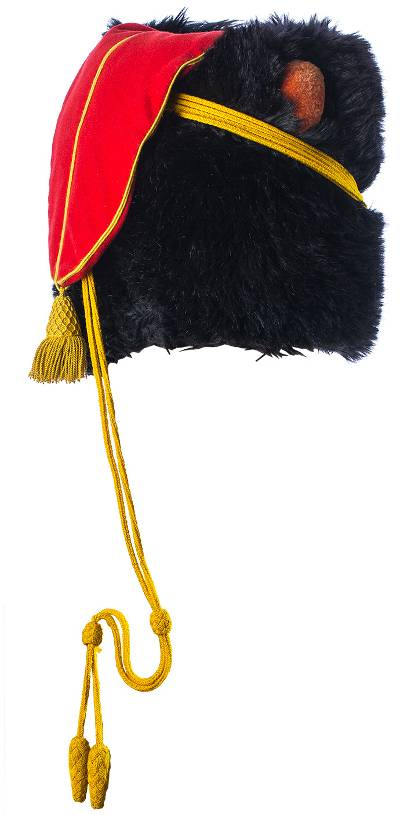
Kolbak ceremonieel tenue manschappen en onderofficieren Nederlandse Rijdende Artillerie